# Roy Sievers
Pour les articles homonymes, voir Sievers.
Roy Edward Sievers (né le 18 novembre 1926 à Saint-Louis (Missouri, États-Unis) et mort le 3 avril 2017 à Spanish Lake (Missouri)) est un joueur de premier but et voltigeur de gauche américain de baseball.

## Carrière
Roy Sievers évolue dans la Ligue majeure de baseball de 1949 à 1965. Comme joueur des Browns de Saint-Louis, il est le premier joueur élu recrue de l'année lorsque la Ligue américaine décerne ce prix pour la première fois en 1949.
Il participe à 5 matchs d'étoiles et mène la Ligue américaine avec 42 circuits, 70 coups sûrs de plus d'un but, 114 points produits et 331 buts au total pour les Senators de Washington en 1957. 
Réputé pour ses exploits en fin de rencontre, faisant souvent la différence entre une victoire et une défaite, Roy Sievers a frappé près du quart de ses 318 circuits en carrière durant ou après la 8e manche d'un match. Neuf de ses circuits mettent fin à une rencontre (walk-off home run), il réussit 10 grands chelems, 10 circuits comme frappeur suppléant. Il fait partie d'une poignée de joueurs à avoir réussi un grand chelem comme frappeur suppléant dans la Ligue américaine et un autre dans la Ligue nationale. Ses 4 circuits pour mettre fin à un match et faire gagner les Senators en 1957 sont un record des majeures pour une saison, qu'il partage avec Jimmie Foxx (1940) et Andre Ethier (2009).
Roy Sievers est l'un des neuf joueurs à avoir évolué pour les deux franchises différentes à avoir porté le nom de Senators de Washington.
Sievers évolue pour les Browns de Saint-Louis de 1949 à 1953, la première franchise des Senators de Washington de 1954 à 1959, les White Sox de Chicago en 1960 et 1961, les Phillies de Philadelphie de 1962 à 1964, et la seconde franchise des Senators de Washington en 1964 et 1965. 
En 1 887 matchs joués en 17 ans de carrière dans le baseball majeur, il réussit 1 703 coups sûrs dont 292 doubles, 42 triples et 318 coups de circuit. Il amasse 1 147 point produits et 945 points comptés. Sa moyenne au bâton en carrière s'élève à ,267 et sa moyenne de présence sur les buts à ,354. Il dispute 888 matchs au poste de premier but et 838 au champ extérieur, la grande majorité de ceux-ci dans le champ gauche.
Comme représentant de Washington, il participe aux matchs d'étoiles de 1956 et 1957, puis aux deux parties d'étoiles organisées en 1959. Il est invité à un 5e match d'étoiles en 1961 alors qu'il évolue pour Philadelphie.
Après sa carrière de joueur, il est l'un des instructeurs des Reds de Cincinnati en 1967 puis gérant de deux clubs de ligues mineures affilié aux Mets de New York en 1967 et 1968, et d'un club-école des Athletics d'Oakland lors des saisons 1969 et 1970.